# Alle meine Entchen
Alle meine Entchen (auch Alle meine Entlein, in älteren Quellen auch Alle unsre Enten) ist ein deutsches Kinderlied.
Es handelt sich um ein Volkslied, dessen Verfasser sowie Komponist nicht überliefert sind. Die Melodie entstand vermutlich in der Mitte des 18. Jahrhunderts, während die Entstehung des Textes eher dem 19. Jahrhundert zugeordnet wird. 
Inhaltlich handelt das Lied vom Gründeln der Enten. In einigen Liederbüchern ist das Lied mit weiteren Strophen abgedruckt, deren Alter und Herkunft nicht geklärt ist, in denen auch Tauben, Hühner, Gänse und andere Tiere besungen werden.

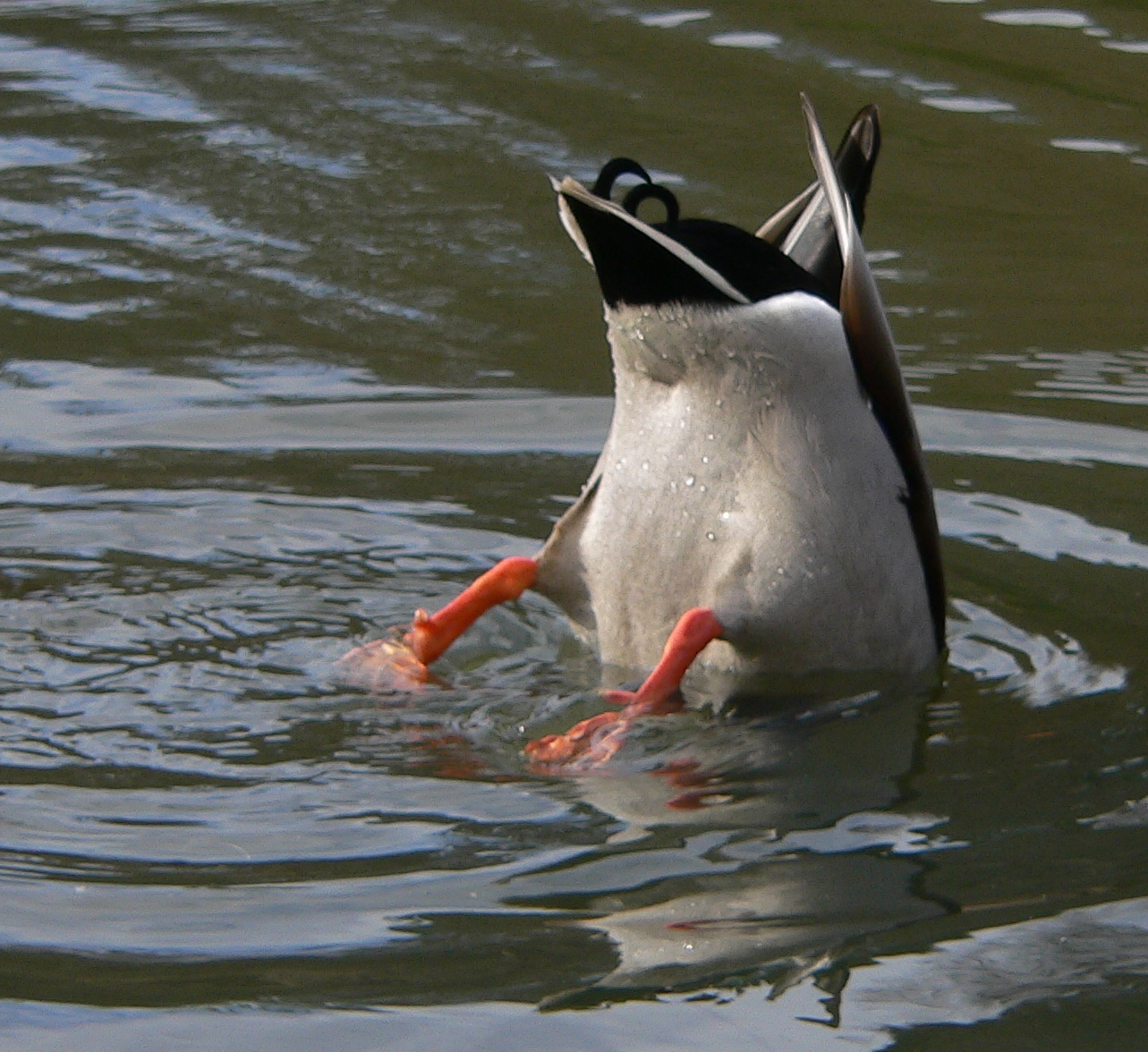
Köpfchen in das Wasser, Schwänzchen in die Höh’ – eine Stockente beim Gründeln

Das Lied eignet sich als Spiellied, bei dem die Kinder im Kreis stehen oder gehen und beim Singen die entsprechenden Bewegungen machen.
Textlich verwandt ist das Lied mit dem niederländischen Kinderlied Alle eendjes zwemmen in het water.

## Überlieferungen
Gelegentlich wird das Lied Ernst Anschütz (1780–1861) zugeschrieben, jedoch ist das Lied in der vorgeblichen Quelle, dem 1824 erschienenen Musikalischen Schulgesangbuch, nicht nachzuweisen. Wilhelm Raabe zitiert den Text in seinem 1859 erschienenen Roman Die Kinder von Finkenrode als „Kinderreim“. Gelegentlich wird der Gymnasiallehrer Gustav Eskuche (1865–1917) als Textautor genannt, er hat das Lied jedoch lediglich in seinen 1891 erschienenen Hessischen Kinderliedchen herausgegeben. Dass Eskuche trotz der nachgewiesenen früheren Veröffentlichung des Liedes als Autor genannt wird, geht möglicherweise auf einen missverstandenen Hinweis des Volksliedforschers Franz Magnus Böhme zurück, der das Lied in seiner Sammlung Deutsches Kinderlied und Kinderspiel 1897 mit dem Quellenhinweis „Aus Kassel: Eskuche Nr. 167“ abdruckt. Gelegentlich findet sich die Herkunftsangabe „aus dem Nassauischen“.

## Text
Der Text der ersten Strophe lautet:
| 1859                                                                              | 1891                                                                                          | geläufige Fassung                                                                                 |
| --------------------------------------------------------------------------------- | --------------------------------------------------------------------------------------------- | ------------------------------------------------------------------------------------------------- |
| Alle uns’re Enten Schwimmen auf der See: Kopf in dem Wasser, Schwanz in der Höh’. | Alle unsre Enten Schwimmen auf dem See, Stecken den Kopf in’s Wasser, Den Bürzel in die Höh’. | Alle meine Entchen \|: schwimmen auf dem See, :\| Köpfchen in das Wasser, Schwänzchen in die Höh. |

Weitere Strophen lauten:
Alle meine Täubchen

|: gurren auf dem Dach, :|

fliegt eins in die Lüfte,

fliegen alle nach.

Alle meine Hühner

|: scharren in dem Stroh, :|

finden sie ein Körnchen,

sind sie alle froh.

Alle meine Gänschen

|: watscheln durch den Grund, :|

suchen in dem Tümpel,

werden kugelrund.

## Melodie
Die Melodie basiert auf der Dur-Tonleiter, ist jedoch wegen der ungewöhnlichen fünftaktigen Form und des wiederholten zweiten Taktes relativ charakteristisch. Mehrere Belege für diese charakteristische Melodie finden sich in Tanzmusikhandschriften des 18. Jahrhunderts. Es findet sich als Lied mit sorbischem Textinzipit im Kralschen Geigenspielbuch von 1784 und als Bouree in einer anonymen Handschrift im Österreichischen Volksliedarchiv von „ca. 1750“.
Die Melodieführung verwendet in einer bekannten Liedfassung neben Tonwiederholungen ausschließlich Sekundschritte, in einer anderen bekannten Fassung noch je einen einzelnen Terz- und Quintsprung. Wegen dieser Einfachheit und wegen des geringen Tonumfanges von nur einer Sexte kann die Melodie schon von ein- bis zweijährigen Kindern nachgesungen werden. Ebenso ist es aus demselben Grund oft das erste Stück, das von Anfängern auf einem neuen Musikinstrument relativ einfach bewältigt werden kann. Auch andere europäische Kinder- und Volkslieder wie Fuchs, du hast die Gans gestohlen oder Häschen in der Grube verwenden ähnliche Melodiemodelle, ebenso manche auf Volksliedern basierende Kompositionen wie die israelische Nationalhymne haTikwa oder Bedřich Smetanas sinfonische Dichtung Die Moldau, hier jeweils in Moll verkehrt und im absteigenden Teil stark variiert.